# Божурлук
Божурлу̀к е село в Северна България. То се намира в Община Левски, област Плевен. Намира се на 18 километра югозападно от гр. Свищов, на пътя Свищов – Плевен.

## История
След преминаването на руските войски в България при Свищов за губернатор е назначен Найден Геров.

## Селско стопанство
До 1950 година земята се е обработвала по примитивен начин – с волове и коне, а модерната селскостопанска техника се състояла единствено от жътварки, редосеялки и други.
Останалите са сели, жънали и ронели на ръка или са ползвали техниката на други. С вършачка се е вършало и първите години след създаването на ТК3С.
През 1991 година започва аграрната реформа – връщане земята на бившите ѝ собственици в реални граници, което продължи до края на 1993 година. През 1994 година в кметството са направени и нотариално заверени над 800 протокола за доброволна делба на непокрити полски земеделски имоти и започва ваденето на нотариални актове.

## Просвета
Първото начално училище в селото е открито през 1869 година в къщата на Петко Николов – Брадата. Той е учител.
Сградата на първото начално училище е построена през 1878 година под ръководството на Христо Йорданов – Браделя. Христо хаджи Йорданов изпълнява ролята на учител докато се намери такъв. Същият починал през 1879 година.
През 1915 година е построена сградата на новото училище. Основния камък е положен на 16 май 1915 година и до месец септември училището е било покрито, но обявяването на войната попречило да бъде изкараш. Училището е завършено едва през 1920 година – след свършването на войната. Първият човек прекрачил прага на новото училище при откриването на учебната година е учителят Димитър Д. Ников – участник в боевете на Шипка по време на освободителната Руско-Турската война.
От 1905 година в училището има по двама учители.
1920 – 1921 г. Занятията започват в новото училище. Димитър Димитров Ников открива учебната година и новото училище и пръв прекрачва прага на новата сграда, но на 24.IX.1920 година внезапно почива. За заслугите си към селото и родината той е погребан с почести в черковния двор и му е издигнат голям паметник. Учебната година продължават и завършват Веселина Попова от Свищов и от 1.XII.1920 година Ангел Стоянов от с. Г. Раковица, Софийско.
Учебната 1921 – 1922 година започва с трима, а в следващите години достигат до осем учители (1959 – 1960 г.) и 127 ученика (1958 – 1959 г.).
През 1923 – 1924 г. училищната инспекция подарява на училището карта „България“ за 500 лева. На 2 юни 1926 г. се организира голямо честване по случай 50 години от смъртта на Христо Ботев.
1966 – 1967 г. На мода е уедряването на училищата и прогимназията е прехвърлена към училището в с. Стежерово. Учениците се извозват с бордови автомобили, в някои случаи и без брезенти. Това е една от причините много млади семейства да напуснат селото. В началното остават двама учители със слети класове: Мара Банкова Пенева и Гинка Пенчева Найденова. Така е и през следващата 1967 – 1968 учебна година.
През учебната 1968 – 1969 година и началното училище (I-IV клас) е прехвърлено към училището в Стежерово. През същата учебна година до училището в Стежерово пътуват 74 ученици. Много млади семейства отиват на работа в Свищов, в ХК „Свилоза“ и др. предприятия, получават жилища и си вземат децата, за да не пътуват. Така за няколко години в селото остават малко млади семейства.
Вечерни училища:
Първото вечерно училище за ограмотяване в селото организира учителя Димитър Д. Нинов през 1918 – 1919 година.
Втори път се организира вечерно училище за ограмотяване през 1946 – 1947 г. с преподавател Гинка Пен. Найденова.
През периода 1956 – 1963 година в училището се явяват много частни ученици за завършване на основно образование.
Детски градини:
От 1950 до 1968 година в селото е имало „Лятна“ или „Временна детска градина“.
В този период детски учителки са: Димитрана Василева Коева през 1956, 1957 и 1958 години, а през останалите години детски учителки са учителките от училището, които са на дежурство през лятната ваканция. От 1969 до 1984 година в селото има Целодневна детска градина с 20 – 22 деца и 6 души персонал. От 1985 до 1987 година Целодневната детска градина е с 15 – 20 деца и 4 души персонал.
От 1989 до 1992 година Целодневната детска градина е с 15 – 20 деца, но те постепенно намаляват на 12 – 10 – 8 и детската градина е закрита през 1992 година, а инвентара и посудата са взети от отдел „Просветата“ в община Левски и предадени в други населени места. Така става невъзможно ново откриване на детска градина.

## Култура
През 1919 година учителя Ангел Стоянов, който учителствувал по-малко от два месеца, но подпомогнат от учителя Димитър Ников успява да събере книги от населението и създаде библиотека, която наброява 500 книги. Книгите се съхраняват в училището и се раздават от учителите.
От 1930 – 1936 г. библиотекар е учителят Стефан Русев. От 1936 до 1938 г. библиотекар е учителят Иван Пенчев. За периода 1935 – 1940 година са давани пиесите:
- „Обесването на В.Левски“ – главен артист изпълняващ ролята на В.Левски е Александър Христов Гаврилов.
- „Хъшове“ – най-добър артист Гаврил Христов Гаврилов.
- „Хан Татар“ – в главната роля Петър Петков Йорданов.
- „Един ден жена“ – в главните роли учителката Берта Иванова Пенчева и Гаврил Христов Гаврилов.
- „Аз убих“ – в главната роля Петър Петков Йорданов.

От 1939 до 1990 година библиотеката се прехвърля в магазина, а библиотекар е Христо Василев Николов, който е и председател на потребителната кооперация.
От 1950 до 1960 година библиотеката се прехвърля в канцеларията на ТКЗС, а книгите се раздават от служителите.
През 1960 година се открива новопостроената читалищна сграда и библиотеката се премества в новата сграда на втория етаж. Книгите се раздават от служители на ТКЗС, но поради честата смяна на библиотекарите книгите от 1147 тома намаляват на 751 тома до края на 1962 година.
През 1963 година библиотеката преминава към Общината, а през 1967 година е назначен първият платен библиотекар.
През 1998 година библиотеката разполага с 4260 тома книги. Читателите са 110, а раздадените книги за прочит са над 2000 тома. През същата година председателя на читалището с. Божурлук – Николай Иванов Николов и Читалище „Георги Парцалев“ гр. Левски даряват на читалище „Н. Вапцаров“ село Божурлук по 50 тома книги.
От 1960 до 1970 година председател на читалището е Слави Христов Славов, а от 1970 година е Николай Иванов Николов, който към 1999 г. е председател на читалищното настоятелство.
Най-голяма дейност читалището развива в периода от 1960 до 1988 година. Има театрален колектив и певческа група. Давани са много пиеси:
- „Изгубена Станка“
- „Балканджи Йово“
- „Майстори“
- „Пристанала“
- „Нонкината любов“
- „Цигани“
- „Свекърва“
- „Рада“
- „Две майки“ и други.

Пиесите са представяни и в селата Ореш, Татари, Стежерово, Петокладенци, Драгомирово. Давани са и едноактни пиеси – „Велико нещо е жената“, „Панчо Тъ. Панчев“ и др.

Имаше прояви и певческата група, която е участвала в прегледи на художествената самодейност в гр. Левски. В прегледа е участвал и театралния колектив със „Седянка“. Най-добре се представи Донка Иванова Георгиева – Демирчето, която участва и индивидуално с песни. 
 През 2006 г. е създадена Групата на автентичен фолклор „Божур“ към Читалището. Групата участва във фолклорния събор „Искри от миналото“ – Априлци 2008, както и във Фестивала на художествената самодейност Божурлук 2009 г.
Показател за добрата дейност на читалището са:
- Грамота „За високи творчески успехи в националния преглед за най-добра дейност на народните читалища“ през 1980 година.
- През 1984 година – III награда „Национален преглед на читалищата“ група В-4.
- През 1986 година – Донка Иванова Георгиева е наградена с „Грамота за участие в V окръжен събор на народното творчество“ проведен в с. Горни Дъбник.
- През 1987 година – II награда „Национален преглед на читалищата“ група VI.

В периода 1960 – 1988 година ежегодно се провеждат вечери на водачите на превозни средства с хумор за проявилите се, вечер на пенсионера, сребърна сватба, тържества и чествания – Нова година, Бабин ден, Трифон Зарезан, 8 март, 1 май, 24 май, Вечер на войнишката майка, новобрански вечери, наборни срещи и др.
Провеждани са и възпоменания при паметника на загиналите във войните – 1912 – 1915 – 1918 г. – Балканската и Европейската, на който са изписани имената на загиналите.
Паметникът е построен по инициатива на Петко Димитров Илиев – Брадата, който организирал коледуване. За 2 – 3 години събират средства, които са използвани за паметника.
Камъкът за паметника извозвал Петко Брайнов с каруца от село Дикилитаж (Пиргово) през 1935 година.
Участник в Септемврийското въстание 1923 година е Никола Петков Караниколов, роден на 19 януари 1884 година. От 1905 г. става член на Земеделския съюз. От 1905 до 1912 г. той е най-ревностният активист на Земеделския съюз в селото.
По време на Балканската война за отхвърляне на отоманското иго на българите в Македония и Одринско Никола П. Караниколов проявява подчертан патриотизъм с ясна мисъл и съзнание, че се бори за националната свобода на един изстрадал и поробен народ. За самоотверженост и храброст е произведен в чин подофицер. Прекарал три години в окопите, срещнал се лице в лице със смъртта.
При пробива на Добро поле на 24.IX.1918 година е сред войниците, които в района на Берово, Лехчево и Парево село оформят група, издигнала лозунга: „Под нож погромаджиите“. Тази група създава лагер в Радомир на 27.IX. 1918 година, предвождана от Райко Даскалов и провъзгласява Радомирската Република.
До 1923 година Никола Петков Караниколов участва във всички конгреси на Земеделския съюз.
По време на Деветоюнския преврат 1923 година БЗНС се вдига на борба. По време на въстанието след като узнава, че от Свищов ще тръгне влак с войска за подпомагане на Плевенския гарнизон, който бил най-силно притиснат от въстаниците, Никола П. Караниколов организира бойна група от двадесетина души за отпор срещу превратаджиите и заминават за гара Драгомирово, за да спрат влака с войската. Там той става командир на групите от селата: Божурлук, Драгомирово, Морава, Деляновци и Българско Сливово. Организаторският талант и себеотрицанието на пламенния патриот Никола П. Караниколов проличават в този тежък момент.
Под негова команда групите заемат позиция за причакване на влака преди навлизането му в района на село Драгомирово.
Друга група от четирима божурлучани: Петко Господинов Димитров, Атанас Михов Иванов, Иван Иванов Гутев и Михо Донев Йорданов заемат позиция на завоя на ЖП линията срещу чифлика и спират влака пълен с войска. Войниците скачат от влака, за да ги заловят, но във влака са били като военнослужещи божурлучаните: фелдфебел Асен Христов Димов и ефрейтор Райко Господинов Димитров, които дават заповед на войниците да се върнат във влака. По такъв начин дават възможност на четиримата да се изтеглят и да се укрият.
По същото време Никола П. Караниколов нарежда на машиниста, идващ от гара Левски, да откачи машината на гара Драгомирово и двамата потеглят към гара Ореш да проверят идва ли влак с войска. По пътя в местността „Солището“ („Далисюле“) те забелязват идващия влак и под обстрел на картечница се връщат в Драгомирово. Никола П. Караниколов прави проверка на хората и дава заповед да се открие огън по пристигащия влак, но след няколкочасово сражение групата е разбита, а самият той арестуван и заедно с други участници откаран в Свищов. След жестоки мъчения, без да издаде никого, той е осъден на десет месеца затвор. От затвора излиза с разклатено здраве, но продължава политическата си дейност.
На следващия ден след събитията срещу чифлика и при Драгомирово полиция и военни идват в селото, за да извършат масови арести. Те изпращат прислужника на общината Иван Иванов Стоянов да вика участниците в събитията по списък, но той ги предупреждава и всички избягват – едни при близки, а други по полето. За тази си дейност Иван Иванов Стоянов получава ритници и шамари, но много хора са спасени от побоища. Арестувани са и жестоко бити: Петър Петров Брайнов, Никола Йорданов Николов, Филю Иванов Стоянов и др.
След атентата в софийската църква Света Неделя през 1925 година отново са арестувани Никола П. Караниколов и Никола Йорданов Николов. Вследствие на инквизициите Никола Петков Караниколов умира на 22 май 1926 година – едва на 42 г. а Никола Йорданов Николов след жесток побой е осъден на една година условно.
На скромния дом на Никола П. Караниколов е поставена мраморна паметна плоча, а главната улица, минаваща край неговия дом, през 1971 година е именувана на неговото име – „Никола П. Караниколов".
Участници във Втората световна война от селото са 32 души, от които трима загиват на фронта. От селото има и трима пленници, които се завръщат след свършването на войната.
През 1977 година на 4 март имаше голямо земетресение с епицентър „Вранча“ в Румъния. Загинаха и трима божурлучани.
Най-дългата зима от 4 ноември 1995 година до месец април 1996 година в постоянна снежна покривка.

## Здравеопазване
След построяването на читалищния дом, в който са предвидени помещения за здравна служба, поща, община, ТКЗС и библиотека, беше разкрита Здравна служба с щатни бройки един медицински фелдшер и 0,5 санитарка. От 1 март 1960 година за медицински фелдшер е назначен Георги Пенчев Георгиев от Голяма Желязна, Троянско, който става божурлушки зет и остава за постоянно в селото. Същият има полувисше медицинско образование, но е със завидни докторски познания в професията си. Търсен е редовно и от нуждаещи се от селата Стежерово и Петокладенци. Непосредствено до здравна служба е оборудван и стоматологичен кабинет с модерна за времето си техника. Има и 1/4 бройка зъболекар – Минчо Влаевски от гр. Плевен, но след като здравна служба минава към Районна болница гр. Левски от 1981 г. от болницата вземат цялото стоматологично оборудване, без да уведомят за това кметството.

## Вероизповедания
Селото представлява преселници от Балкана и най-вече от Еленския балкан – източноправославни.
В Божурлук са идвали техни Височайши Превъзходителства: свети Търновски митрополити Климент, Антим, Йосиф и Филип. Идвал е и Владиката през 1978 година.
След заселването на селото и построяването на църквата в нея са служили 14 свещеници.

## Музика
След 1890 г. в селото започва да се свири Музика на сватбите.
Първият духов оркестър засвирва от около 1935 г., а няколко години по-късно от с. Изгрев (с. Дервишко) пристига бай Пенчо, който започва да обучава професионално музикантите. Духова музика се свири до ноември 1977 година, когато при автомобилна катастрофа загива Йордан Петков Гутев – ръководител на оркестъра. Няколко години по-късно, след като се вижда, че в селото не може да се формира нова група, читалището събира инструментите и ги продава на читалището в село Българене.

## Спорт
Футбол
От 1948 г., до юни 1975 година в селото има футболен отбор, който никога не е заемал место в дъното на таблицата. Класирал се е на второ место в групата. Бивал е и водач на групата. В едно от първенствата за първите седем мача не бе допуснат гол във вратата си. Най-голяма победа на чужд терен е постигната в с. Гривица – 5:0 за „Чавдар“ Божурлук, а на собствен терен – 10:0 с Муселиево, когато Петко Петков вкарва сам 6 гола. С „Гигант“ Белене – 2:0 в Божурлук и 4:4 в Белене.
Тенис на маса
По този спорт през 1979 г. с. Божурлук спечели второ място на спартакиадата в град Левски. Отбора спечелил второто место бе в състав: Йордан Иванов Савов – първа ракета, Слави Асенов Стоянов – втора и Николай Иванов Николов – трета.
Лов и риболов
Ловно-рибарската дружинка в селото създава през 1960 г. През 1962 година дружинката наброяваше вече 24 члена. Ловната дружинка разсели и около 200 бр. малки фазанчета, от които се развъдиха много фазани.
Ловното стопанство бе богато на полезен дивеч – зайци, сърни и фазани до 1988 г. За лов останаха само фазаните. Явиха се и глигани, но понеже няма подходящи условия за тях, те са с непостоянно местопребиваване.

## Търговия
Първоначално след заселването търговия в селото не е имало. За сол, газ, катран и др. хората са ходели и са се снабдявали от гр. Свищов.
Сладкарницата (павилион) е построена през 1978 година.
Отговорник на Селкоопа след построяването на търговската сграда 1965 година до смъртта си на 1 февруари 1978 година бе Димитър Йовков Димитров, който изпълняваше и длъжността „Закупчик“ на животни и зеленчуци – най-вече яйца и домати от личните дворове на стопаните, откъдето изкупуваше 240 – 260 т. домати за износ, отделно за вътрешен пазар и преработка.
Изхранване на населението – фурна.
През 1950 г. се направи фурна в общинска сграда. Фурната работи до 1970 година.
След 1970 г. хляб се доставя от фурната от с. Стежерово. През 1991 – 1992 г. се построи нова фурна. Фурната бе напълно завършена и електрифицирана, но така и не заработи, защото настъпиха нови времена. Ликвидира се ТКЗС, чиято събственост бе и фурната.
През 1994 – 1995 година хляб се доставя от с. Ореш.
През 1996 година хляб се доставя от частна фурна в с. Българене.
От септември 1996 година снабдяването с хляб отново става от фурната в с. Ореш – на ишлеме, срещу внесено жито.
Социален патронаж.
През 1988 – 1989 година бе създаден „Социален патронаж“ за подпомагане на възрастни и самотни хора. Работата на социалния патронаж тръгна много добре, но след като цените на стоките и продуктите рязко скочиха нагоре, се стигна до неговото закриване. Ниските пенсии не стигаха дори само за храната.

## Съобщения и електрификация
До 1960 г. селото е към ПТТ Станция гр. Свищов.
От 1960 до 1974 г. е към ПТТ Станция с. Стежерово.
От 1975 година се открива пощенска станция в Божурлук – пощенски клон и клон на ДСК.
Първата началничка на пощенския клон от 1975 до 1979 г. е Дора Йорданова Йовкова.
От 1979 г. началник на клона е Стоянка Илиева Тодорова.
Първоначално пощата – колети, писма и вестници – са получавани от общинския прислужник (разсилния), който ги е раздавал на хората.
Електрификацията на селото се извършва 1943 – 1950 г.
През 1949 година с каруци от населението е прекарана баластра от пристанището в Свищов по линията на далекопровода Стежерово Божурлук. Бетонните стълбове са отливани и изправяни на место от населението с доброволен труд. Държавата е подсигурявала само цимент, арматура и кофраж, а също и дървени импрегнирани стълбове за района на селото след тра-фопостовете. Първите десетина години е имало само един трафопост в селото. След това се правят още два в селото и един в стопанския двор на ТКЗС.
За да се получи медна жица за уличната мрежа общината събирала стари медни съдове от населението и ги предава за претопяване. Така ел. мрежата достига до всеки дом. През 1951 год, в селото е останала само една къща без ток – къщата на Минка Павлова Йовкова.
В техническо отношение селото се обслужва от ел. работници от други населени места до 1981 година, когато към Електроснабдяване постъпва Борян Петков Иванов, а от 1985 година към електроснабдяване постъпва и Георги Тодоров Господинов.

## Водоснабдяване и канализация
Първоначално жителите на с. Божурлук изкопават два кладенеца от двете страни на барата (рекичката), там където сега е големият мост на багерния канал до мивката за моторни превозни средства и направили две чешми с по един чучур. Това станало през 1867 година.
През 1860 година жителите на селото прекопават седем кладенеца в местността „Горни бахчи“, срещу „Дамянова гора“, съединяват ги с тръби и довеждат водата до центъра на селото, като направили чешма там, където се намира сладкарницата.
През 1938 година е направено ново модерно водохващане с дренаж в същия район и с метални тръби водата е докарана до новата голяма чешма с три чучура.
През 1960 – 1961 година се прави модерно водоснабдяване на селото. Построяват се помпена станция и резервоари. Поставят се водопроводни тръби по всички улици на селото.
През 1962 година водоснабдяването минава към "ВиК”, от където се назначава щатен водопроводчик и се извършва обслужване и поддръжка.

## Услуги
Коларо-железарски
Първите коларо-железари в селото са Михо Йовков – Ковача и Иван Димитров Ковачев.
По-късно работят прочутите в околността майстори на красиви, здрави и пеещи каруци: Гено Никифоров със синовете си Йордан, Петко и Христо; Стоян Йорданов Петков със синовете си Йордан и Дончо; Тодор Филев Филев със сина си Никола. При тях се учи, а после се отделя Тодор Иванов Тодоров.
Дърводелски
Като дърводелци са работили: Георги Иванов Георгиев–Марека; Марко Петров Бобойчев, при когото са се учили: Тодор Георгиев Пенев – Щуката, Атанас Атанасов Петков–Танчо и Слави Йорданов Генчев.
Бъчварски
Бъчвари в селото са били Христо Христов Гутев и синът му Христо Хр, Христов.
Шивашки
Като шивачи са работили Никола Иванов Костов и синовете му Иван и Тодор. При Иван Николов са се учили за шивачи: Богдан Филев Иванов, Георги Калчев Йорданов и Стоян Георгиев Стоянов – Душката.

Дамско шивачество са упражнявали: Атанаса Калчева – Глухонямата и Пенка Тодорова Атанасова – Попадията.

Машинно плетачество – Радка Георгиева Иванова – Маречето.
Бръснарство
Бръснари: Юсеин Мехмедов от Свищов, Атанас Петков Атанасов–Тачо, Георги Николов от Стежерово, Петко Костов Кунев, Върбан Цветков и Алико Шерифов Решков от Стежерово.
Сарачи
Тодор Иванов Райков, Никола Бончев Колев, Георги Иванов Райков, Тодор Георгиев Димитров и Георги Костадинов Господинов.
Преси за цедене на сладки метли – Христо Христов Йорданов – Перчана, Велчо Стоянов Велчев и Петър Михов Станев, който по-късно я дава на Георги Калчев Йорданов.
Ракиеизваряване
Казани за изваряване на ракия са притежавали: Христо Димов Недялков, Илия Христов Тодоров и Никола Иванов Костов. Всички те до 1950 година, след което казаните се национализират и минават към потребителните кооперации – Селкооп и Наркооп.

## Политика
Най-старата политическа организация в селото е земеделския съюз – БЗНС.
Никола Петков Караниколов става член на земеделския съюз през 1905 година. Той е създателя на БЗНС в селото, а първият председател на БЗНС в Божурлук е Петко Господинов Димитров, който ръководи земеделския съюз до 9 юни 1923 г. След 9 юни 1923 г. до 1924 година председател на земеделския съюз е Петко Йорданов Николов, а от 1924 до 1934 година председател е Христо Василев Николов.
- От 1934 до 1944 година политическите партии в България са забранени. Не е имало организация и в Божурлук.
- От 1944 до 1945 г. председател на 3С е Петко Славов.
- От 1945 до 1970 г. п-л на БЗНС е Тодор Савов Недялков.
- От 1971 до 1979 г. п-л на БЗНС е Христо Петков Кънчев.
- От 1980 г. п-л на БЗНС е Тодор Георгиев Петров.

Младите симпатизанти на БЗНС след 9.IX.1944 г. изграждат 3МС – Земеделски младежки съюз, а негов председател става Йордан Петков Иванов – Раехчето.
През 1938 – 1939 година Петър Петков Йорданов и Цветан Господинов Ковачев организират кръжоци в които участват около 40 души. Създават се условия за изграждане на ремсова група. През 1942 г. се създава ремсовата група, в която са и Христо Атанасов и Йордан Йорданов. Тази група е основата за създаване на РМС – Работнически младежки съюз. Отговорник на групата е Христо Атанасов Михов.
За секретар на РМС е избран Тодор Маринов Петров. До следващата година организацията достига 35 члена.
На 17.IX.1944 година е изградена партийна организация – БКП с 18 члена. За секретар на организацията е избран Петър Петков Йорданов, а за заместник-секретар по пропагандата – Христо Атанасов Михов. През 1948 година БКП наброява 90 члена.
След разпадането на социалистическия строй в България се образуваха няколко десетки партии. Основните – най-големи и авторитетни са: СДС, БСП, БЗНС, но БЗНС се рои на няколко различни БЗНС-та и др.
В Божурлук се оформиха три партии: БСП, СДС и БЗНС.